# Voievodul țiganilor

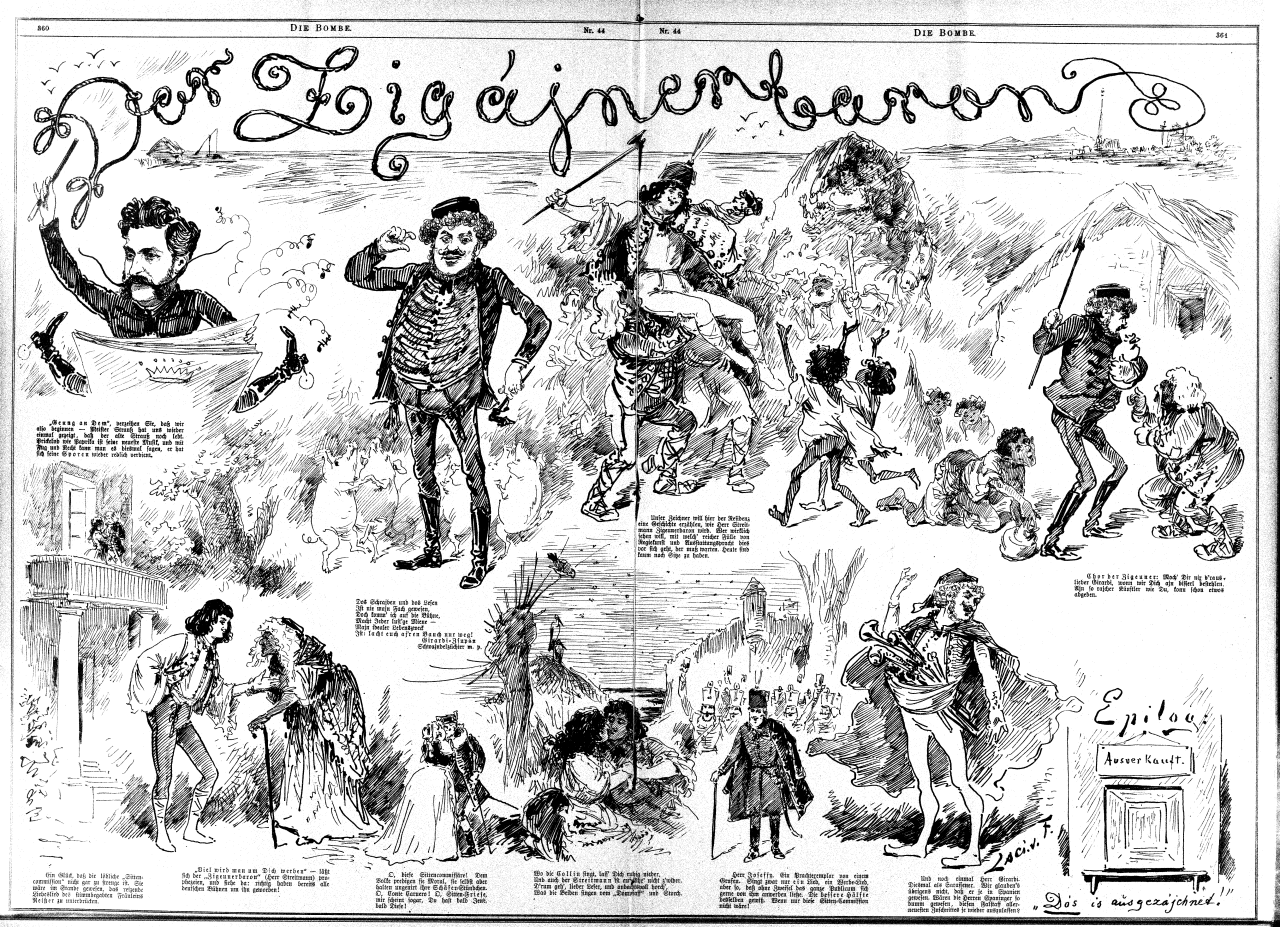
Desen publicat în revista Die Bombe

Voievodul țiganilor (titlu original: germană Der Zigeunerbaron) este o operetă, a cărei muzică a fost compusă în anul 1885 de Johann Strauss (fiul), pe un libret scris de Ignatz Schnitzer, după un roman al scriitorului maghiar Mór Jókai.
Această operetă se remarcă printr-un exotism și o notă romantică, gustate de public și astăzi. Valoarea muzicii lui Johann Strauss (fiul), care cuprinde pagini nepieritoare, situează opereta "Voievodul țiganilor" între capodoperele genului. Dificultățile din partitură au făcut ca această lucrare să fie înscrisă în repertoriul teatrelor de operă.
Premiera a avut loc la Viena pe data de 24 octombrie 1885. 

## Acțiunea
Acțiunea se petrece în prima jumătate a secolului al XVIII-lea, pe domeniile cândva înfloritoare ale exilatului Barinkay. Castelul, odinioară falnic, este acum o ruină; în schimb, vecinul Jupan (porcarul) prosperă pe seama spolierii proprietății lui Barinkay. 
Amnistia împărătească, dar mai ales edictul restitutio in integrum, îl aduc în prim-plan pe tânărul Sandor Barinkay (fiul celui exilat) care, împreună cu comisarul Carnero, vor face demersurile repunerii în posesie. Carnero este surprins, evident neplăcut, să-și găsească soția, Mirabella (dispărută în timpul războiului), slugărindu-l pe Jupan, iar pe fiul său, Ottokar, virtual ginere al parvenitului negustor (ca pretendent la mâna năstrușnicei Arsena, fiica acestuia). 
Primită, în general cu simpatie, vestea reîntoarcerii unicului supraviețuitor al familiei Barinkay îl va panica pe Jupan, conștient că trebuie să dea socoteală pentru jaf. Instinctul de conservare îl incită la soluția compromisului, propunându-i lui Barinkay să se însoare cu fiica sa. 
Ifosele de parvenită ale Arsenei îl dezgustă însă pe Barinkay, în schimb este fascinat de frumusețea țigăncii Saffi (fiica ghicitoarei Czipra) pe care o întâlnește noaptea în castelul părăginit. Se întorc țiganii de la târg; văzându-l pe fiul stăpânului, îl proclamă și aclamă ca voievod al lor. 
Barinkay, petrecându-si noaptea între ruine, află de la bătrâna ghicitoare taina unui vis, potrivit căruia, în ziua nunții, va găsi o comoară ascunsă lânga zidul castelului. Se face ziuă și țiganii pornesc la muncă. 
Grupul de boieri (instigați de Carnero, Mirabella și Jupan) îl acuză pe Barinkay de imoralitate, prin faptul că trăiește cu o fată de țigan. Furia lor se amplifică atunci când află că Barinkay a găsit comoara căutată de ei zadarnic. 
Izbucnește războiul. Contele Homonay, în fruntea husarilor, vine să recruteze ostași. Carnero îl reclamă pe Barinkay că, încălcând orice etichete, s-a însurat cu o fată de țigan. Czipra dă publicității un document care atestă că Saffi este de origine nobilă, provocând stupoare generală. Barinkay, contrariat, se înrolează și pleacă la război. 
Poporul întâmpină luptătorii întorși victorioși. Cei de pe urmă (în luptă) vor fi cei dintâi (la înapoiere). Astfel, primul sosit este Jupan, încărcat de pradă, căci, și în condiții de război, unii știu să profite. Adevărații eroi sunt însă Barinkay, Ottokar și ceilalți luptători. 
Barinkay refuză onorurile oferite de împărăteasă, rămânând lângă iubita sa și între țiganii care l-au ales voievod.

## Personaje
- Contele Peter Homonay (bariton)
- Conte Carnero, comisar regal
- Sándor Barinkay, un tânăr emigrant (tenor)
- Kálmán Jupan, un bogat crescător de porci din Banat (bas; buffo)
- Arsena, fiica sa (subretă)
- Mirabella, guvernantă în casa lui Jupan (mezzosoprană)
- Ottokar, fiul ei (tenor buffo)
- Czipra, o țigancă bătrână (alto)
- Saffi, o țigană tânără (soprană)
- Primarul Vienei, țigani, funcționari, popor, cor